# Dicastero per le Chiese orientali
Il Dicastero per le Chiese orientali (in latino Dicasterium pro Ecclesiis orientalibus) è uno dei 16 dicasteri della Curia romana.

## Storia
Le origini di una congregazione per i cristiani di rito orientale risalgono a papa Gregorio XIII che, nel 1573, su impulso delle comunità albanesi del meridione d'Italia, istituì la Congregatio de rebus graecorum, alla quale furono affidate la trattazione dei problemi relativi ai cattolici di rito bizantino, nonché la difesa e la diffusione della fede fra i cristiani d'Oriente.
Nel 1622 fu eretta la Congregazione de Propaganda fide, il cui fine specifico era quello di provvedere sia alle missioni fra i pagani sia alle attività da svolgere nell'Oriente cristiano sotto il giogo degli infedeli. Ben presto fu avvertita la necessità di costituire, all'interno della stessa Propaganda fide, delle commissioni appositamente per gli orientali: nacquero la Commissione super dubiis orientalium (1627) e la Commissione super correctione euchologii graecorum (1636-1645). Quest'ultima, nel 1719, vide estese le proprie competenze e modificata la propria denominazione in Congregazione sopra la correzione dei libri della Chiesa orientale (Congregatio super correctione librorum Ecclesiae orientalis). 
In seno a questo dicastero, il 6 gennaio 1862 papa Pio IX eresse la Congregatio de Propaganda Fide pro negotiis ritus orientalis con il breve Romani Pontifices. L'organismo venne reso autonomo da papa Benedetto XV con il motu proprio Dei Providentis del 1º maggio 1917 e assunse il nome di Congregatio pro Ecclesia orientali. 
A capo del dicastero vi era il papa, che delegava le sue funzioni al Segretario (di norma un cardinale). Il principio della delega valeva anche tra Segretario ed Assessore, il terzo livello gerarchico: se il Segretario svolgeva le funzioni del Prefetto della Congregazione, il prelato con il titolo di Assessore ricopriva il ruolo di Segretario. Alla nuova Congregazione furono attribuite, per i riti orientali, le facoltà di cui godevano le varie congregazioni romane per le cose e le persone di rito orientale, ad eccezione delle funzioni disciplinari, che rimasero di competenza dei tribunali della Santa Sede.
Nel 1938, per unificare l'opera di apostolato nelle regioni orientali, la Sacra Congregazione per la Chiesa orientale ottenne piena ed esclusiva giurisdizione sui fedeli, sulla gerarchia, sulle opere e gli istituti, sia di rito latino sia di rito orientale. Ha modificato il proprio nome (Congregatio pro Ecclesiis orientalibus) con la costituzione apostolica Regimini Ecclesiae universae di papa Paolo VI del 15 agosto 1967. Da tale data alla guida del dicastero non vi è più il papa. Sotto il pontificato di Giovanni Paolo II, con la costituzione apostolica Pastor Bonus del 28 giugno 1988, ha assunto una nuova fisionomia.
Con la costituzione apostolica Praedicate evangelium del 19 marzo 2022 ha assunto l'attuale denominazione.

## Funzioni
L'ambito di competenza del dicastero è definito dagli articoli 82-87 della Praedicate evangelium.
Il dicastero si occupa di favorire la crescita, di salvaguardare i diritti e il patrimonio liturgico, disciplinare e spirituale delle comunità cattoliche orientali.
Le comunità di rito armeno, bizantino, copto e siro, pur dopo lo scisma del 1054, tornarono in piena comunione col Pontefice Romano, mantenendo però la loro liturgia e il loro diritto canonico. 
Nelle seguenti regioni: Bulgaria, Cipro, Egitto, Eritrea, Etiopia settentrionale, Giordania, Grecia, Iran, Iraq, Libano, Palestina, penisola del Sinai, Siria e Turchia il Dicastero per le Chiese orientali ha anche giurisdizione assoluta sui vescovi, sul clero e sui religiosi anche di rito latino.

## Cronotassi

### Prefetti
- Papa Benedetto XV † (1º maggio 1917 - 22 gennaio 1922 deceduto)
- Papa Pio XI † (6 febbraio 1922 - 10 febbraio 1939 deceduto)
- Papa Pio XII † (2 marzo 1939 - 9 ottobre 1958 deceduto)
- Papa Giovanni XXIII † (28 ottobre 1958 - 3 giugno 1963 deceduto)
- Papa Paolo VI † (21 giugno 1963 - 15 agosto 1967 dimesso)
  - Cardinale Gustavo Testa † (1965 - 15 agosto 1967 nominato prefetto del medesimo dicastero) (pro-prefetto)
- Cardinale Gustavo Testa † (15 agosto 1967 - 13 gennaio 1968 ritirato)
- Cardinale Maximilien de Fürstenberg † (15 gennaio 1968 - 28 febbraio 1973 dimesso)
- Cardinale Paul-Pierre Philippe, O.P. † (6 marzo 1973 - 27 giugno 1980 ritirato)
- Cardinale Władysław Rubin † (27 giugno 1980 - 30 ottobre 1985 dimesso)
- Cardinale Duraisamy Simon Lourdusamy † (30 ottobre 1985 - 24 maggio 1991 dimesso)
- Cardinale Achille Silvestrini † (24 maggio 1991 - 7 settembre 2000 ritirato)
- Cardinale Ignace Moussa I Daoud † (25 novembre 2000 - 9 giugno 2007 ritirato)
- Cardinale Leonardo Sandri (9 giugno 2007 - 21 novembre 2022 ritirato)
- Cardinale Claudio Gugerotti, dal 21 novembre 2022

### Segretari
- Cardinale Niccolò Marini † (29 novembre 1917 - 1922 ritirato)
- Cardinale Giovanni Tacci Porcelli † (8 agosto 1922 - 1º gennaio 1927 ritirato)
  - Cardinale Luigi Sincero † (6 febbraio 1926 - 3 febbraio 1927 nominato segretario del medesimo dicastero) (pro-segretario)
- Cardinale Luigi Sincero † (3 febbraio 1927 - 7 febbraio 1936 deceduto)
- Cardinale Eugène Tisserant † (19 giugno 1936 - 11 novembre 1959 ritirato)
- Cardinale Amleto Giovanni Cicognani † (14 novembre 1959 - 12 agosto 1961 nominato cardinale segretario di Stato)
  - Arcivescovo Gabriel Acacius Coussa, B.A. † (4 agosto 1961 - 19 marzo 1962 dimesso) (pro-segretario)
- Cardinale Gabriel Acacius Coussa, B.A. † (24 marzo 1962 - 29 luglio 1962 deceduto)
- Cardinale Gustavo Testa † (2 agosto 1962 - 1965 nominato pro-prefetto del medesimo dicastero)
- Arcivescovo Mario Brini † (2 ottobre 1965 - 14 settembre 1982 ritirato)
- Arcivescovo Myroslav (Stefan) Marusyn † (14 settembre 1982 - 11 aprile 2001 ritirato)
- Arcivescovo Antonio Maria Vegliò (11 aprile 2001 - 28 febbraio 2009 nominato presidente del Pontificio consiglio della pastorale per i migranti e gli itineranti)
- Arcivescovo Cyril Vasiľ, S.I. (7 maggio 2009 - 20 gennaio 2020 nominato amministratore apostolico sede plena di Košice)
- Arcivescovo Giorgio Demetrio Gallaro (25 febbraio 2020 - 15 febbraio 2023 ritirato)
- Arcivescovo Michel Jalakh, O.A.M, dal 15 febbraio 2023

### Assessori
- Vescovo Isaias Papadopoulos (29 novembre 1917 - 1928 dimesso[3])
- Monsignore Amleto Giovanni Cicognani (16 febbraio 1928 - 17 marzo 1933 nominato delegato apostolico negli Stati Uniti d'America)
- Monsignore Giuseppe Cesarini (1933 - 1941 dimesso)
- Arcivescovo Antonino Arata (1941 - 25 agosto 1948 deceduto)
- Arcivescovo Valerio Valeri (1º settembre 1948 - 12 gennaio 1953 creato cardinale)
- Arcivescovo Giovanni Battista Scapinelli di Leguigno (1961 - 1965 dimesso)

### Sottosegretari
- Monsignore Amerigo Giovanelli † (1965 - 1968 dimesso)
- Monsignore Giorgio Mylanyk † (1968 - 1982 dimesso)
- Monsignore Mario Rizzi † (1982 - 28 febbraio 1991 nominato nunzio apostolico in Bulgaria)
- Monsignore Marco Dino Brogi, O.F.M. (12 luglio 1991 - 13 dicembre 1997 nominato nunzio apostolico in Sudan e delegato apostolico in Somalia)
- Monsignore Claudio Gugerotti (17 dicembre 1997 - 7 dicembre 2001 nominato nunzio apostolico in Armenia e Georgia)
- Monsignore Krzysztof Nitkiewicz (15 marzo 2002 - 13 giugno 2009 nominato vescovo di Sandomierz)
- Monsignore Maurizio Malvestiti (19 giugno 2009 - 26 agosto 2014 nominato vescovo di Lodi)
- Presbitero Lorenzo Lorusso, O.P. (15 novembre 2014 - 22 novembre 2019 cessato)
- Presbitero Flavio Pace (3 febbraio 2020 - 23 febbraio 2024 nominato segretario del Dicastero per la promozione dell'unità dei cristiani)
- Vescovo Filippo Ciampanelli, dal 15 aprile 2024